# Matsudaira Kataharu

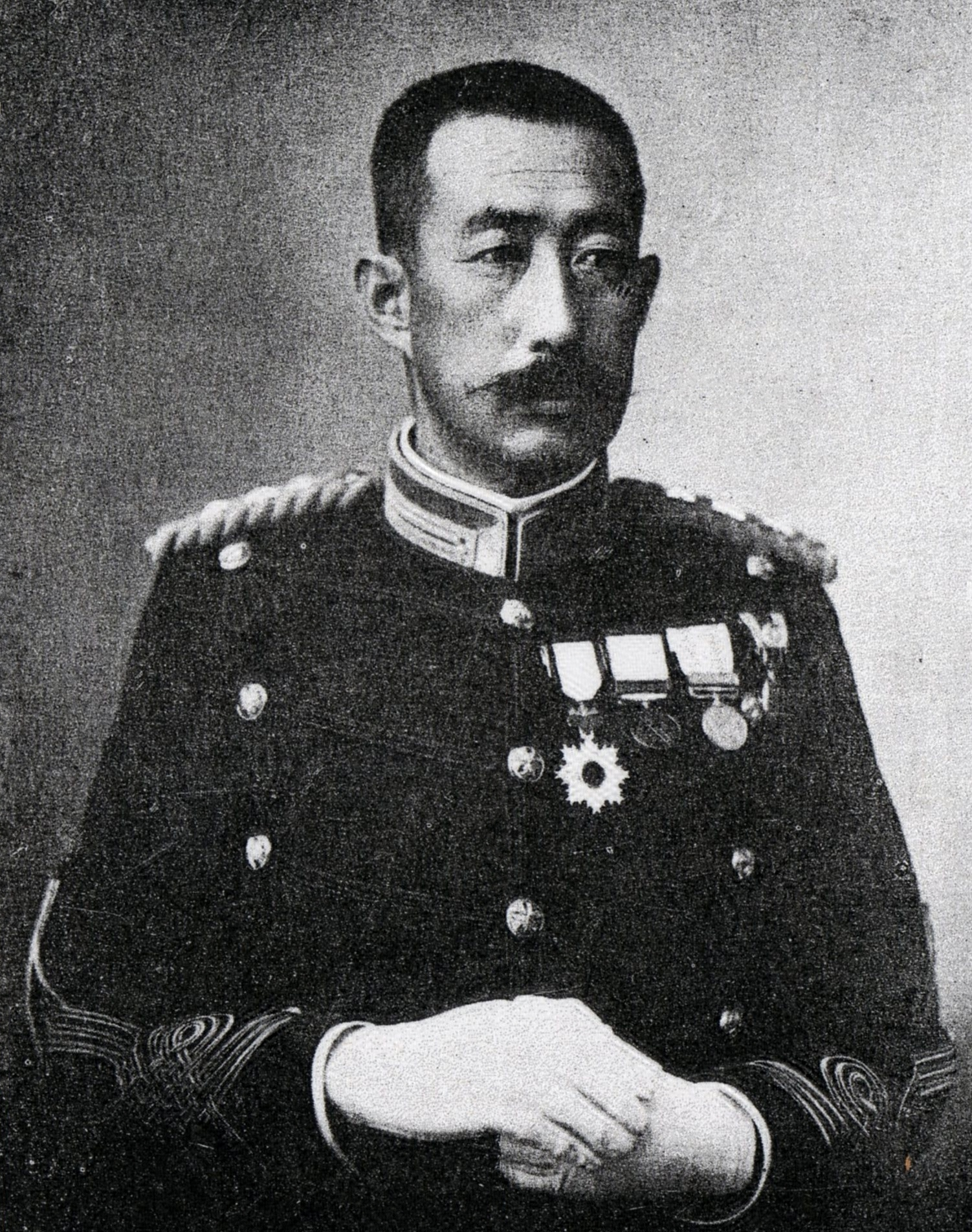
Matsudaira Kataharu.

Le vicomte Kataharu Matsudaira (松平 容大-, 11 juillet 1869-11 juin 1910) est un samouraï de la fin de l'époque Edo, daimyō du domaine de Tonami (l'ancien domaine d'Aizu) au début de l'ère Meiji. Fils aîné de Katamori Matsudaira, il succède à son frère adoptif, Nobunori Matsudaira, en 1869. Comme le gouvernement de Meiji a accordé à l'ancienne famille des daimyōs d'Aizu un fief de 30 000 koku dans le nord de Honshū, Kataharu en devient le daimyō, avec Katamori pour le conseiller.
Kataharu est devenu un membre du kazoku (noblesse du Japon) de l'ère Meiji, ainsi qu'un officier de l'armée impériale japonaise.

## Source de la traduction
- (en) Cet article est partiellement ou en totalité issu de l’article de Wikipédia en anglais intitulé « Matsudaira Nobunori » (voir la liste des auteurs).